# Fogyasztói árindex (Egyesült Királyság)
Az Egyesült Királyságban az inflációt a fogyasztói árindexszel (angolul Consumer Price Index, CPI) mérik. Ezt más néven harmonizált fogyasztói árindexnek is nevezik (Harmonised Index of Consumer Prices, HICP).
Több éven át az inflációt a kiskereskedelmi árindex (Retail Price Index, RPI) segítségével számították ki. Ennek módszerét a 20. század elején dolgozták ki, hogy meg tudják becsülni az egy munkást érintő, az első világháború idején bekövetkezett árváltozás mértékét. 1947 és 1955 között mértékadó indexként a kiskereskedelmi árak ideiglenes indexét kezelték. 1956 januárjában átértékelték és átnevezték az indexet; innentől kiskereskedelmi árindexnek nevezték. 1962-ben bevezették a kiskereskedelmi árak általános indexét. A következő átértékelésre 1987 októberében került sor, mikor bevezették az első, indexkövető, kockázatmentes részvényt.

## RPIX
Az inflációs célkövetés módszerére 1992-ben tért át az ország. Norman Lamont pénzügyminiszter az európai árfolyam-mechanizmusból (European Exchange Rate Mechanism, ERM) történt kényszerű kilépését követően vezették be. Ennek alapja az RPIX volt, mely annyiban tért el a kiskereskedelmi árindextől, hogy nem tartalmazta hitelek visszafizetésekor fizetendő kamatot. Ezt tekintették a makroökonómiai változások legjobb mérőszámának. Azzal érveltek, hogy ha a kamatokat is beleveszik az infláció alakulásába, akkor a jelzáloghitelek beleszámítása félrevezető lenne. 1997-ig a kamatokat a Kincstár határozta meg.

## Gazdaságpolitikai jelentősége
1997 májusát, a Új Munkáspárt átadta a kamatok kezelését a Bank of Englandnek, melynek a monetáris politikáért felelős bizottsága a pénzügyminiszter által kitűzött inflációs cél elérése érdekében alakítja a kamatokat. Ha bármely hónapban a tényleges infláció 1 százalékponttal eltér a céltól, ennek okairól a bank kormányzójának levelet kell intéznie a pénzügyminiszterhez, melyben leírja ennek okait.
Az Egyesült Királyság 1996 óta veszi figyelembe a fogyasztói árindexet, és 2003 decembere óta a célkövetésnél már csak ezt a mutatót használják. A brit Nemzeti Statisztikai Hivatal (Office for National Statistics, ONS) mind a CPI, mind az RPI értékét közli minden hónapban.

## Kritikák
Olyan kritikák érték a fogyasztói árindexet, mely szerint sokkal kevésbé hatékonyan mutatja meg az áremelkedést, mint a kiskereskedelmi árindex, mivel ez könnyebben manipulálható, és sokkal kisebb a merítési köre (például nem tartalmazza a lakásépítést). John Redwood, a konzervatív képviselő azt mondta, hogy a fogyasztói árindexre történt átállással növekvő infláció mellett csökkentették a kamatokat.